# What you got
《What You Got》是2007年Colby O'Donis的歌曲，收录在他的出道专辑《Colby O》。这首歌由Akon和Giorgia Tuinfort一起编写，Akon演唱说唱部分。这首歌的西班牙语版本在网络上泄露，名叫《¿Cuánto Quieres?》，意思是“你想要多少？”。但是，Akon部分的歌词依旧是英语。